# Operação Solstício
A Operação Solstício (em alemão:  Unternehmen Sonnenwende), também conhecida como a Batalha de Tanques de Stargard, foi uma das últimas operações ofensivas mecanizadas alemãs na Frente Oriental na Segunda Guerra Mundial.
Ela foi originalmente planejada como uma grande ofensiva, mas foi enfim executada como um ataque limitado, devido ao planejamento apressado dos alemães e à captura de informações pela inteligência militar soviética. Destinada a aliviar a cidade de Küstrin, a operação foi lançada em 15 de fevereiro de 1945 a partir de Stargard, na Pomerânia. Três dias depois, a Primeira Frente Bielorrussa, liderada por Gueorgui Júkov, havia derrotado o ataque, levando os alemães a suspender a ofensiva. Apesar de seu fracasso, a operação forçou a Stavka, o Alto Comando Soviético, a adiar o planejado ataque a Berlim, concentrando forças na Ofensiva da Pomerânia Oriental, lançada em 24 de fevereiro e concluída em 4 de abril.

## Planejamento
A operação ocorreu em resposta ao avanço soviético rumo a Berlim, no início de 1945. Desde 12 de janeiro de 1945, com a Ofensiva no Vistula-Oder, os soviéticos abriram uma fenda de centenas de quilômetros em linhas defensivas alemãs, e empurraram os alemães do rio Vístula para o rio Oder. Quando o avanço soviético para o oeste alcançou seu ponto mais distante, sua ponta estreitou-se, deixando livres longos flancos norte e sul, pelos quais as formações alemãs em retirada se moviam e tentavam restabelecer uma linha defensiva coesa.
O General Heinz Guderian planejara originalmente executar uma grande ofensiva contra a Primeira Frente Bielorrussa, cortando os principais elementos das forças de Gueorgui Júkov a leste do rio Oder. As forças soviéticas seriam atacadas desde Stargard, no norte, e de Glogau e Guben, no sul. A fim de levar a cabo estes planos, ele solicitou que o Saliente da Curlândia fosse evacuado, a fim de disponibilizar as divisões presas lá; que tropas da Itália e da Noruega fossem transferidas; e que lhe fosse disponibilizado o 6º Exército Panzer de Sepp Dietrich, então destinado a contra-atacar na Hungria. Em uma reunião com Guderian, Hitler insistiu que a Curlândia fosse mantida e que o exército continuasse com os ataques planejados na Hungria, e a reunião rapidamente degenerou-se em uma discussão acalorada.
Depois de concordar com uma contra-ofensiva mais limitada, Hitler e Guderian passaram a ter uma discussão ainda mais acalorada, quando Guderian insistiu que Walther Wenck dirigisse a ofensiva em vez de Heinrich Himmler (o comandante do Grupo de Exércitos Vistula). Hitler, apesar de "quase gritar", de acordo com o relato de Guderian, cedeu quanto a isso.

### Objetivos Operacionais
Em sua forma final, a Operação Solstício consistiu em um contra-ataque, mais limitado do que o planejado originalmente, dos três corpos do 11º Exército Panzer da SS, que estava sendo montado na Pomerânia, contra as principais forças da Primeira Frente Bielorrussa. As forças alemãs atacariam primeiro ao longo de uma frente de cinquenta quilômetros em torno de Stargard, em direção a Arnswalde, onde uma pequena guarnição havia sido cercada, sendo seu objetivo final aliviar Küstrin.
A Wehrmacht originalmente chamou a operação Husarenritt, mas a SS insistiu no nome Sonnenwende.

### Inteligência soviética
Júkov tinha sido informado de um acúmulo de forças alemãs que se opunham ao seus 61º e 2º exércitos de Tanques da Guarda, mas não tinha informações sobre o momento exato e a natureza do ataque. A Stavka havia notado com preocupação que, enquanto os alemães haviam posicionado treze divisões entre as principais forças soviéticas e Berlim, trinta e três divisões se concentraram na Pomerânia, dando credibilidade à tese de um ataque alemão na Pomerânia, no flanco norte exposto da Primeira Frente Bielorrussa.

## Desenvolvimento

### Wehrmacht

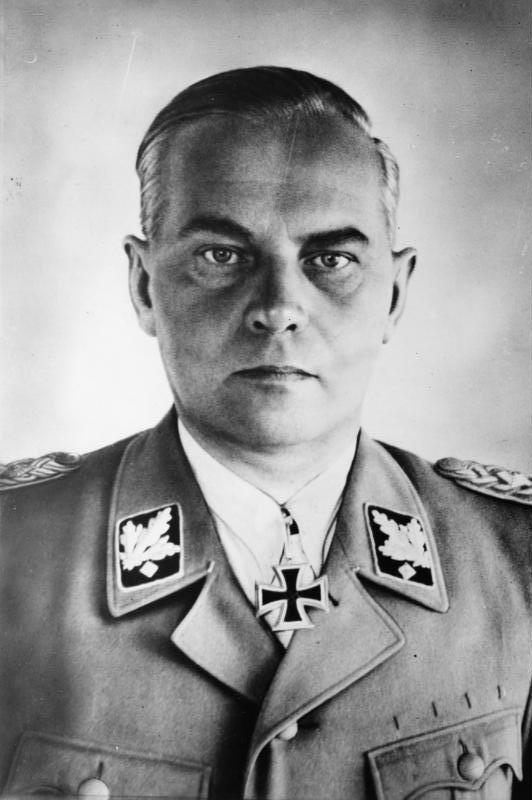
Felix Steiner

Mais de 300 tanques foram alocados para a ofensiva, mas não houve trens disponíveis para transportá-los. Além disso, devido à grave escassez, apenas três dias de munição e combustível estavam imediatamente disponíveis.  As forças alemãs também sofreram pesadas perdas durante o combate de janeiro, na Prússia Oriental e na Polônia. Fontes alemãs admitiram 198 000 mortos e desaparecidos nos primeiros dois meses de 1945, na região entre o Mar Báltico e os Montes Cárpatos.
Fontes soviéticas afirmam que as operações da Primeira Frente Ucranianas e da Primeira Frente Bielorrussa durante a Ofensiva Vistula-Oder resultaram na morte de 150 000 soldados alemães. O autor Rüdiger Overmans estima que as mortes militares alemãs em janeiro de 1945 foram de 451 742, e acredita que até dois terços dessas perdas (cerca de 300 000) ocorreram em combate na frente oriental. Embora os alemães pudessem compensar algumas das perdas por meio de medidas como a mobilização em massa do Volkssturm, as forças alemãs no leste claramente haviam sofrido perdas quantitativas e qualitativas significativas, como resultado das duas grandes ofensivas soviéticas em janeiro de 1945.

### Exército Vermelho

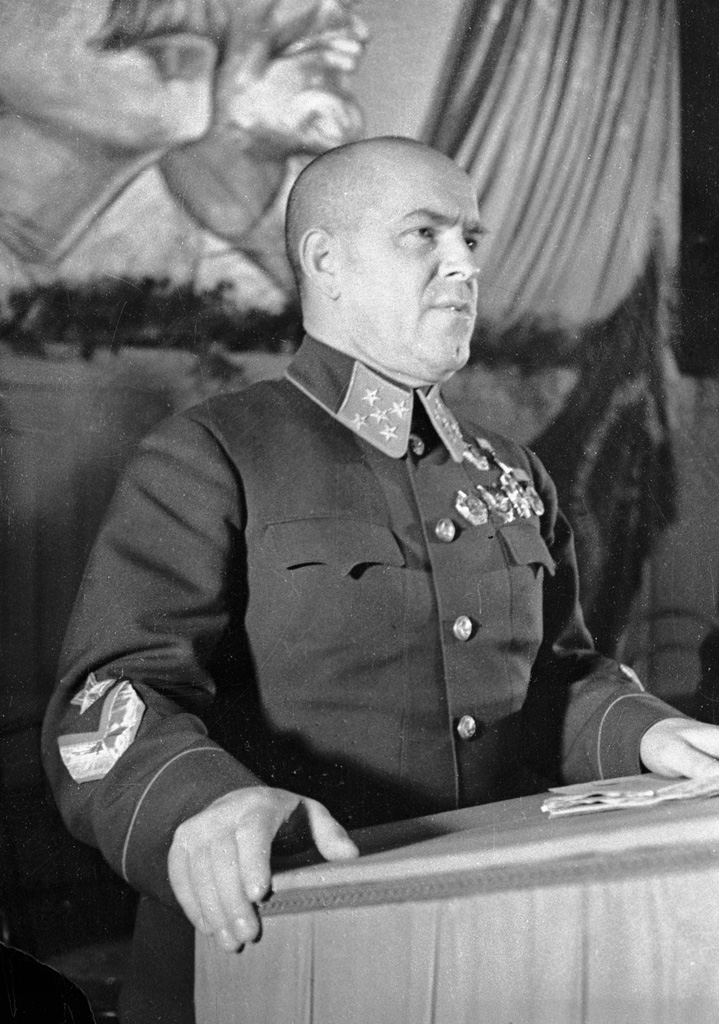
O Marechal Gueorgui Júkov.

Embora as Primeira e Segunda frentes bielorrussas fossem formações impressionantemente grandes, as forças soviéticas também sofreram graves perdas na Ofensiva no Vístula-Oder. No início de fevereiro de 1945, as divisões de fuzil da Primeira Frente tinham em torno de 4 000 soldados e as da Segunda Frente entre 3 000 e 4 000 soldados. A força do Exército Soviético foi enfraquecida pela necessidade de sitiar grupos de soldados alemães em Elbing, Poznan, Deutsch-Krone e Schneidemühl. A força blindada também foi enfraquecida pelas recentes operações ofensivas, e a Segunda Frente Bielorussa depositou apenas 297 tanques desgastados no início de fevereiro de 1945. Durante o período de 12 de janeiro a 3 de fevereiro de 1945, a Primeira Frente sofreu 77 342 baixas (7,5% de suas forças) enquanto durante a ofensiva da Prússia Oriental, de 13 de janeiro a 10 de fevereiro de 1945, a Segunda Frente sofreu 159 490 baixas (18% de suas forças).  Nos mesmos períodos, as primeiras frentes Bielorrussa e Ucraniana perderam 1 267 veículos de combate blindados, enquanto a Segunda e a Terceira frentes bielorrussas perderam 3 525. As perdas des armas e morteiros nos dois grupos de frentes foram de 374 e 1 644, respectivamente. Para agravar suas dificuldades, os soviéticos enfrentaram gargalos de abastecimento, bem como o aumento da atividade aérea alemã, resultando em um aumento de pedidos de armas antiaéreas por suas unidades.

## A ofensiva
Nem todas as unidades alemãs estavam prontas na data planejada, em 15 de fevereiro. No entanto, uma parte do corpo central, a Divisão Nordland, atacou Arnswalde naquele dia. Inicialmente a ofensiva foi bem sucedida; as forças do 61º Exército soviético foram tomadas de surpresa e o ataque alemão chegou ao posto avançado de Arnswalde e aliviou sua guarnição.
Um ataque geral começou no dia seguinte. O corredor central para Arnswalde foi alargado pelo III Corpo Panzer da SS, empurrando parte da frente soviética oito a doze quilômetros de volta. No entanto, o ataque do XXXIX Panzer Corps foi incapaz de atingir o Lago Plöne, devido à resistência do Segundo Exército Blindado da Guarda, da União Soviética. Os alemães param a cerca de 70 quilômetros de Küstrin, depois de expulsarem os soviéticos de Sallenthin e Muscherin, reocuparem algumas terras na costa oriental do lago Madü e recapturarem Pyritz. O Gruppe Munzel avançou cerca de quatro quilômetros em direção a Liebenow, enquanto o III Corpo Panzer da SS avançava cerca de um quilômetro até Reetz. Tanques e armas antitanque soviéticos foram destruídos pelos tanques pesados alemães Tiger II, mas estes também sofreram perdas. Em geral, o progresso alemão foi prejudicado por causa da forte resistência soviética.
Em 17 de fevereiro, o general Wenck, comandante da ofensiva, foi gravemente ferido em um acidente de carro. Quando estava conduzido de uma reunião em Berlim, ele assumiu a condução do carro (seu motorista estava de plantão e acordado por 48 horas) e, em seguida, ele mesmo adormeceu ao volante. Ele foi substituído por Hans Krebs, mas a iniciativa de comando já havia sido perdida. Mais tarde naquele dia, Júkov lançou o 3º Exército de Choque, que havia sido transferido da área de Jastrow, em um contra-ataque, e a ofensiva alemã parou.
O Grupo de Exércitos Vistula suspendeu Sonnenwende em 18 de fevereiro. Em 19 de fevereiro, Júkov iniciou uma contra-ofensiva visando a captura de Stettin, usando o 61º e o Segundo Exército de Tanques da Guarda, assim como o 7º Corpo de Cavalaria da Guarda. No entanto, o ataque parou devido a um pesado confronto urbano durante a recaptura de Arnswalde. Não houve retirada alemã imediata, mas o comando alemão decidiu em 21 de fevereiro retirar para o oeste, para atrás do Grupo de Exércitos Centro, o quartel-general do XXXIX Corpo Panzer, bem como as divisões Führer-Grenadier, Führer-Begleit , Holstein e 10 SS Panzer, praticamente garantindo que a Pomerânia Oriental fosse conquistada pelos soviéticos. A decisão de Júkov de utilizar o 70º Exército, em um ataque em 23 de fevereiro, levou a um recuo apressado dos alemães, que perderam ou abandonaram muitos tanques. Em 24 de fevereiro, a Segunda Frente Bielorrussa, do Marechal Konstantin Rokossovski, renovou a ofensiva na Pomerânia, abrindo uma brecha de 60 quilômetros de largura nas linhas alemãs a oeste de Grudziądz e avançando quase 50 quilômetros e reduzindo ainda mais a coesão das defesas alemãs.

## Resultado
Apesar dos ganhos iniciais, a operação foi um completo fracasso. No entanto, a operação convenceu os soviéticos a adiar seu ataque a Berlim, enquanto a Pomerânia foi libertada durante a Ofensiva da Pomerânia Oriental.